# 阿道夫一世 (紹姆堡-利珀)
阿道夫一世（德語：Adolf I. Georg，1817年8月1日—1893年5月8日），紹姆堡-利珀親王，1860年至1893年在位。

## 家庭
1844年，阿道夫與表妹、瓦爾德克和皮爾蒙特的赫爾敏結婚，兩人共有4子4女：
1. 赫爾敏（1845年—1930年），符騰堡的馬克西米利安公爵夫人
2. 格奧爾格（1846年—1911年），紹姆堡-利珀親王
3. 赫爾曼（1848年—1928年）
4. 艾瑪（1850年—1855年），夭折
5. 伊達（1852年—1891年），羅伊斯-格賴茨親王妃
6. 鄂圖·海因里希（1854年—1935年）
7. 阿道夫（1859年—1916年）
8. 艾瑪（1865年—1868年），夭折